# Liste des groupes d'intervention policiers
Cette liste concerne les groupes d'intervention des forces de police. Dans la province de Québec et en français québécois, le terme « équipe tactique » est également utilisé.
Pour les unités de forces spéciales des forces armées, se conférer à la Liste des unités de forces spéciales.
Cette liste recense les groupes d'intervention des forces de police ou des agences spécialisées contre un type de crime ou délit. Ces unités, bien que certaines puissent avoir un statut militaire (GIGN français ou UEI espagnol par exemple), ont pour seule vocation le rétablissement de l'ordre et non n'effectuer des missions strictement militaires relevant des forces spéciales. Les unités ici afférentes tiennent typiquement pour mission les situations suivantes :
- libération des otages ;
- intervention sur des missions à haut-risque, notamment face à des individus fortement armés ou barricadés ;
- opérations de contre-terrorisme ;
- escorte de dignitaires de l'État ou étrangers, ou des prisonniers dangereux.

## Afghanistan
Ministère de l'intérieur
- Force spéciale de lutte contre les stupéfiants ;
- Bataillon d'appui spécial de la Police nationale afghane.

## Allemagne
État fédéral
- Administration fédérale des douanes (de)
  - Zentrale Unterstützungsgruppe Zoll (de): Ils ont pour rôle d'aider les douaniers allemands dans des enquêtes pour des arrestations à hauts risques
- Bundespolizei (Police fédérale)
  - Grenzschutzgruppe 9 (GSG 9), unité d'intervention fédérale

Land
- Spezialeinsatzkommando (SEK)

## Argentine
Police fédérale argentine
- Groupe fédéral d'opérations spéciales (es)
- Grupo Especial Uno (en).

Gendarmerie nationale argentine
- Escadron Scorpion (es)
- Section d'opérations spéciales de Monte (es)

Groupes des forces de police provinciales
- Brigada Especial Operativa Halcón (en) pour la police de la province de Buenos Aires ;
- Compañía de Tropas de Operaciones Especiales (en) pour la police de la province de Santa Fe ;
- Equipo Tactico Especial Recomendado (ETER) pour la police de la province de Cordoba ;
- Grupo Albatros (en) pour la préfecture navale argentine.

## Australie
L'Australie dispose de plusieurs groupes tactiques de police (en), dont vocation antiterrorisme : un pour la police fédérale australienne, le groupe de réaction spécialisée (en) et un par police d'État :
- l'unité des opérations tactiques (en) pour la Nouvelle-Galles du Sud ;
- le Groupe de réaction territorial (en) pour le Territoire du Nord ;
- l'équipe spéciale de réaction d'urgence (en) pour le Queensland ;
- le groupe de sauvetage et de tâches spéciales (en) pour l'Australie-Méridionale ;
- le groupe des opérations spéciales (en) de Tasmanie ;
- le groupe des opérations spéciales (en) de l'État de Victoria ;
- le groupe de réaction tactique (en) pour l'Australie-Occidentale.

Les États et territoires peuvent également disposer d'autres unités de même type comme l'Hostage Response Group (en) en Nouvelle-Galles du Sud, l'équipe de réaction aux incidents critiques (en) pour Victoria intervenant sur des opérations de moindre importance.

## Autriche
Ministère fédéral de l'Intérieur
- GEK Cobra, unité antiterroriste fédérale ;
- unité WEGA (de) (pour Wiener Einsatzgruppe Alarmabteilung) unité travaillant uniquement à Vienne ;
- le groupe d'intervention pénitentiaire (Justizwache Einsatzgruppe )

## Belgique
Police fédérale
- Direction des unités spéciales ou Commissariat général Special units[2].
- La Direction de la Protection (DAP) qui s'occupe de la protection des personnes menacées sur le sol belge et/ou à l'étranger.

Police locale
- Les zones de police locales disposent également d'Unités d'assistance spécialisée (par exemple, le Peloton anti-banditisme pour la police de Liège). Ces unités d'assistance spécialisée sont régies par circulaire ministérielle [3].

## Canada
Gendarmerie royale du Canada
- Groupe tactique d'intervention[4]

Service correctionnel du Canada
- Équipe institutionnelle de réaction d'urgence (en)

Unités des polices provinciales.
Les trois polices provinciales disposent chacune d'une unité d'intervention :
- groupe tactique d'intervention de la Sûreté du Québec[5] ;
- équipe d'intervention en cas d'urgence de la police provinciale de l'Ontario[6] ;
- unité tactique et de secours de la gendarmerie royale de Terre-Neuve[7].

Unités des polices municipales.
La majorité des services de police des métropoles canadiennes disposent d'unités d'intervention comme l'équipe tactique du service de police d'Ottawa, l'équipe de réaction d'urgence (Emergency Response Team) du département de la police de Vancouver ou la force opérationnelle d'urgence (Emergency task Force) de Toronto Et le Groupe tactique d'intervention du SPVM (Service de police de la ville de Montréa)

## Danemark
Rigspolitiet (en)
- Politiets Aktionsstyrke (en)

## Espagne
Guardia Civil
- Unité spéciale d'intervention (es)
- Groupe d'action rapide (GAR)

Corps national de police d'Espagne
- Groupe spécial d'opérations (GEO)
- Groupe des opérations spéciales de sécurité (es)

Mossos d'Esquadra (Catalogne)
- Groupe spécial d'intervention (es)

Ertzaintza (Pays basque)
- Berrozi Berezi Taldea (BBT)

## États-Unis d'Amérique
Federal Bureau of Investigation
- Équipe de libération d'otage (Hostage Rescue Team) unité fédérale d'intervention antiterroriste ;
- FBI Special Weapons and Tactics Teams, unités régionales d'intervention du FBI.

Agences fédérales et départements de police
De très nombreux départements de police ou agences fédérales (DEA ou ATF par exemple) disposent d'unités d'interventions de type SWAT ou ESU (en).

## France
Ministère de l'Intérieur
- Groupe d'Appui Opérationnel (GAO) : Groupe d'intervention de la DGSI. Elle a pour objectif d'interpeller les individus menaçant le territoire français principalement les terroristes. Elle est spécialisée dans l'effraction et l'interpellation domiciliaire.
- Gendarmerie Nationale
- Peloton de surveillance et d'intervention de la Gendarmerie SABRE (PSIG-SABRE) : Unités spécialisées sous commandement de la gendarmerie départementale. La qualification de PSIG Sabre est destiné à avoir des PSIG dits "renforcés" pour faire face à des attaques terroristes et tuerie de masse. Ils ont pour objectif dans le cadre d’une tuerie de masse, de neutraliser l’adversaire ou a minima de le fixer en attendant l’engagement d’une unité d’intervention spécialisée comme le GIGN ou l'AGIGN[11],[12].(ici vidéo d'entraînement[13]) ;
- Peloton spécialisé de protection de la Gendarmerie (PSPG) : Protection des installations nucléaires civiles, mais aussi l'intervention spécialisée lors d'interpellations d'individus potentiellement dangereux. Les PSPG peuvent intervenir en cas d'urgence absolue (prise d'otage, forcené...)[14], et ponctuellement avoir à leur charge la protection de personnalité, comme lors d'un discours de François Hollande en 2017[15] ;
- Antenne du Groupe d'Intervention de la Gendarmerie Nationale (AGIGN), anciennement nommé Peloton d'intervention de 2e génération (PI2G) : composante régionale du Groupe d'intervention de la Gendarmerie nationale (GIGN);
- Groupe d'Intervention de la Gendarmerie Nationale (GIGN) : spécialisé dans la gestion de crises et les missions dangereuses demandant un savoir-faire particulier, séparé en plusieurs composantes spécialisées :
  - la Force Intervention (FI) : consacré uniquement aux missions de contre-terrorisme[16] ;
  - la Force Observation Recherche (FOR) : spécialisée dans la recherche de renseignement judiciaire ou administratif en vue de la lutte contre le terrorisme et le grand banditisme[17] ;
  - la Force Sécurité Protection (FSP) : sécurisation des ambassades et ambassadeurs Français au profit du Ministère des Affaires étrangères[18], et des hautes autorités militaires sur le sol français ;
  - la Force Appui Opérationnel (FAO) : comprenant des moyens techniques et diverses compétences nécessaires aux autres forces : moyens spéciaux, technique d'adaptation opérationnelle, appui cynophile, dépiégeage d'assaut, NRBC, l'effraction, etc.[19] ;
  - la Force Formation (FF) : qui s'occupe des formations nationales et internationales, pour promouvoir son savoir-faire en matière de contre-terrorisme[20] ;
  - le détachement GSPR : composante Gendarmerie du Groupe de sécurité de la présidence de la République, qui est composé de gendarmes de la FSP et de policiers du Service de la protection (SDLP) ;
- Gendarmerie Maritime :
  - Peloton de sûreté maritime et portuaire (PSMP) : En tant dispositifs de lutte antiterroriste maritime les PSMP sont chargés intervenir dans l'environnement maritime (à quai comme sur mer) ils sont spécialement entraînés à intervenir en cas de piraterie maritime et d'acte de terrorisme à bord d'un navire (tentative de détournement ou de prise d'otage). Leur objectif est de neutraliser ou de fixer les individus armés, en attendant l'arrivée des commandos Marine ou du GIGN. Ils patrouillent aléatoirement à bord de ferrys[21];
- Gendarmerie des Transports Aériens :
  -  Peloton de surveillance et d'intervention de la Gendarmerie des Transports Aériens (PSIGTA) : Ils assurent des missions de sûreté aéroportuaire dans une circonscription limitée à la zone aéroportuaire, permettant une réactivité optimale en cas d’attaque terroriste, ponctuellement sur la zone aéroportuaire ils effectuent des missions de protections d'autorités, ainsi que des escortes au profit de la Banque de France[22];
- Gendarmerie Mobile (GM) : complémentaire aux CRS, c'est une unité de maintien de l'ordre ;
- Garde républicaine : missions d'honneur et de sécurité au profit des autorités et du grand public
  - Pelotons d'intervention de la Garde Républicaine (PIGR) : protection des institutions comme l'Assemblée Nationale, le Sénat, le Quai d'Orsay ou Matignon, mais aussi l'interpellations de suspects ou l'escorte. Ils peuvent être aussi déployé comme primo-intervenant dans le cadre d'une attaque terroriste[23].
- Forces aériennes de la Gendarmerie nationale : En complément du GIH elles effectuent des missions au profit du GIGN et du RAID ;
  -  Police nationale
- Brigade de recherche et d'intervention : Unités d'enquête et d'intervention de la police judiciaire française. La plus connue, la BRI-PP est intervenu pour l'attentat du Bataclan renforcé par des éléments du RAID. Les BRI sont présentes sur tout le territoire[24] ;
- Groupe d'intervention (GIP) : L'unité d'intervention du groupe d'intervention et de protection (GIP) dépend de la préfecture de Police de Paris et plus précisément de la DOPC. C'est une unité de niveau 2, spécialisé dans la prise de point haut.
  - Brigade d'intervention (BI) : Unité spécialisée de la Préfecture de police de Paris rattachée à la Direction de l’Ordre Public et de la Circulation (DOPC). Elle intervient principalement pour la sécurisation d'évènements, de personnalités (elle apporte son renfort au Groupe de sécurité de la présidence de la République) et de convois. Elle est également mobilisée afin d'effectuer des interpellations judiciaires. La spécialité de la BI est le déploiement de tireurs d'élite et d'agents en hauteur afin de surveiller les menaces potentielles et intervenir rapidement en cas de danger. Elle a notamment participé aux assauts de l’HyperCacher et du Bataclan en novembre 2015 .
- Force d'intervention de la police nationale composée de[25] :
  -  Recherche, assistance, intervention, dissuasion (RAID): voir organisation (ici[26]) ;
  -  Brigade anticommando de la Préfecture de police de Paris (BRI/BAC) : formation temporaire ordonnée par la préfecture de police de Paris. Cette formation est composée de la BRI-PP et de spécialistes de divers directions parisiennes, comme des démineurs, des maîtres-chiens, etc. ;
- Service de la protection (SDLP) : Il est chargé de missions de protection rapprochée et d'accompagnement de sécurité au profit des dirigeants ou ex-dirigeants de la République française, de ses hôtes étrangers ou bien encore de personnes spécialement menacées. Avec la Force Sécurité Protection du GIGN, elle est le vivier de membres de GSPR, chargé de la protection du président de la République française ;
- Compagnie républicaine de sécurité (CRS) : complémentaire à la Gendarmerie mobile, c'est une unité de maintien de l'ordre ;
  -  Section de Protection et d'Intervention 4e génération (SPI4G) : unités présentes au sein des compagnies de CRS et pouvant intervenir comme primo intervenants sur des attaques terroristes[27].
- Compagnie de sécurisation et d'intervention : Dépendante de la sous direction des services spécialisés (SDSS) de Paris ils font principalement de l'anti délinquance et anti criminalité sur tout leur département d'affectation et ils peuvent intervenir en renfort aux CRS ou à la Gendarmerie Mobile sur Paris et la petite couronne, pour y effectuer du maintien de l'ordre ;
  - Groupe de Soutien Opérationnel : Ils existent au sein des CSI du 75, du 93 et du 92, ils ont pour mission l'assistance d'enquêteurs lors de perquisition d'individu dangereux et/ou armés et leur interpellation à domicile, l'intervention sur des individus retranché à domicile avec arme ou non. Ils peuvent aussi intervenir en soutien de la BRI-PP dans des groupes d'extraction spécialisés avec la BSPP (avec des pompiers équipés de gilets pare-balles et de casques) pour extraire des blessés lors d'attentats, dans une zone qui n'est pas sécurisé[28];
- Brigade anti-criminalité ;
  - Brigade anti-criminalité de Nuit de Paris (BAC 94N) : formée par la BRI-PP à intervenir depuis l'attentat du Bataclan[29]. Comme les Groupes de Soutien Opérationnel, ils peuvent aussi intervenir auprès de la BRI-PP dans des groupes d'extraction spécialisés avec la BSPP (avec des pompiers équipés de gilets pare-balles et de casques) pour extraire des blessés lors d'attentats, dans une zone qui n'est pas sécurisé[28].

 Ministère des Armées
- Groupe interarmées d'hélicoptères (GIH) : Dépendant du 4e régiment d'hélicoptères des forces spéciales (4e RHFS) fournit un appui aérien aux forces d'intervention du ministère de l’Intérieur, généralement au profit de la FIPN et du GIGN[30].

 Ministère de la Justice
- Équipes régionales d'intervention et de sécurité (ÉRIS) : Elles ont pour missions le rétablissement du maintien de l’ordre (face à des mutineries ou le refus des détenus de retourner dans leurs cellules), l'organisation de fouilles, le transfert administratif de détenus sensibles ou dangereux et le partage d'expertise technique sur l’intervention en milieu carcéral[31]. Les opérateurs sont des gardiens sélectionnés puis formés pendant dix semaines par le GIGN[32].

## Islande
Police islandaise (en)
- Sérsveit ríkislögreglustjórans (en) (Unité des opérations spéciales du commissaire national), surnommée Víkingasveitin (escouade viking).

## Italie
Police nationale italienne
- Nucleo operativo centrale di sicurezza

Arme des Carabiniers
- Gruppo di intervento speciale (français: Groupe d'intervention spéciale)

## Japon
- Special Assault Team (特殊急襲部隊, Tokushu Kyūshū Butai?): unités d'intervention de premier niveau
- Anti-Firearms Squads (銃器対策部隊, Jūki-taisaku-butai?): unités d'intervention régionales

## Luxembourg
Police grand-ducale
- Unité spéciale de la police[33],[34]

## Mexique
- Brigada Blanca, ancienne structure ayant existé entre 1976 et 1983.

## Nouvelle-Zélande
Police néo-zélandaise (en)
- Groupe des tactiques spéciales (en), unité nationale antiterroriste et d'intervention de deuxième échelon ;
- Escouade des agresseurs armés (en), unités d'intervention de premier échelon.

## Norvège
Police norvégienne
- Beredskapstroppen

## Portugal
Polícia de Segurança Pública
- Grupo de Operações Especiais (Portugal)[35] ;

Garde nationale républicaine
- Grupo de Intervenção de Operações Especiais (GIOE)

Direção-Geral de Reinserção e Serviços Prisionais (Services pénitentiaires)
- Grupo de Intervenção e Segurança Prisional (GISP)

## Suède
Police suédoise
- Nationella Insatsstyrkan (en) unité d'intervention nationale[36]
- Piketen (en), unités d'intervention régionales[37]

## Suisse
Office fédéral de la police

L'office fédéral de la police ne dispose pas d'unité d'intervention, censée suppléer ou appuyer les groupes d'interventions cantonaux car le groupe d'engagement Tigris

« ne saurait être comparé aux unités spéciales d’intervention que connaissent les cantons, comme «Gentiane» pour Berne, «Diamant» pour Zurich ou «Lynx» pour la Suisse centrale. En ce qui le concerne, en effet, le groupe Tigris n’intervient pas lors de prises d’otages ou d’accès de folie meurtrière. Par ailleurs, il dispose d’un équipement différent, qui ne comprend ni fusils de précision, ni explosifs. Il ne concurrence donc pas les unités d’intervention des cantons, se bornant à jouer un rôle de coordinateur en cas d’engagement à caractère intercantonal, ce dont se félicitent d’ailleurs les cantons eux-mêmes »

— Commission de gestion du Conseil des Etats, Contrôle relatif au groupe d’engagement «Tigris»
Police cantonale genevoise
- Brigade d'intervention subdivisé en[39] :
  - groupe d'intervention ;
  - tireurs d'élite ;
  - brigade des chiens.

Gendarmerie vaudoise / Police de Lausanne - Canton de Vaud
- Groupe d'intervention de la police de Lausanne (GIPL)

- Détachement d'action rapide et de dissuasion (DARD)

Canton de Berne
Groupe Gentiane (de)
Canton de Zurich
- Groupe diamant[38]

Canton de Bâle-Campagne
- Groupe barracuda (de)

Police neuchâteloise
- Groupe d'intervention COUGAR

Canton du Valais
- Groupe d'intervention du canton du Valais (EDELWEISS)

Canton du Jura
- Groupe d'intervention et Tireurs d’Élite (GITE)

Canton de Fribourg
- Groupe d'intervention de la police cantonale fribourgeoise (GRIF)

Suisse centrale
- Groupe Lynx[38]

## Union européenne
L'Union européenne ne dispose pas d'unité d'intervention mais a mis en place Europol afin d'améliorer la coordination des unités de police de ses États membres. Le réseau Atlas est un regroupement de forces spéciales de différents pays, c'est une des sous divisions d’Europol. Il y en a d'autre comme la Force de gendarmerie européenne (EuroGendFor ou FGE) regroupement des gendarmeries européennes.